# Sten Velander
Sten Velander, född 15 juni 1880 i Dörby församling, Kalmar län, död 13 oktober 1953, var en svensk ingenjör. 
Velander, som var son till skriftställaren Johan Velander och Lina Lundell, studerade vid Kungliga Tekniska högskolan 1898–1902 samt företog studieresor och bedrev diverse praktisk verksamhet 1902–1907. Han var överingenjör och teknisk chef för Hemsjö Kraft AB 1908–1920, överingenjör och chef för den konsulterande och vetenskapliga avdelningen vid Sydsvenska Kraft AB 1920–1927, bedrev forskningsverksamhet vid Kungliga Ingenjörsvetenskapsakademien 1927–1930, var t.f. professor i elektrisk anläggningsteknik vid Kungliga Tekniska högskolan 1927–1928 och ordinarie från 1929. 
Velander var ledare för forskningssammanslutningen för kraftindustrin (FSK) från 1931, innehade Vattenfallsstyrelsens sakkunniguppdrag rörande linjebyggnad 1915–1921 och var ledamot i bland annat 1919 års starkström-svagströms-kommitté. Han tillhörde stadsfullmäktige i Karlshamn 1917–1922, där han var vice ordförande 1919–1921. Han var bland annat styrelseledamot i Kungliga Svenska Segelsällskapet 1938 och ordförande i Svenska Belysningssällskapet 1942. Utöver nedanstående skrifter skrev han artiklar i Teknisk Tidskrift och andra svenska och utländska publikationer (1903–1942) samt läroböcker och kompendier för undervisningen vid Kungliga Tekniska högskolan (1929–1942). Han invaldes som ledamot av Kungliga Ingenjörsvetenskapsakademien 1936. 
Velander var från 1906 gift med Lisa Fjällbäck (1879–1962), dotter till Johan Fjällbäck. De är begravda på Norra begravningsplatsen utanför Stockholm.